# Nemesrempehollós
Nemesrempehollós là một thị trấn thuộc hạt Vas, Hungary. Thị trấn này có diện tích 12,05 km², dân số năm 2010 là 280 người, mật độ 23 người/km².